# Johann Joseph Roßbach
Johann Joseph Roßbach oder Rossbach (* 31. Oktober 1813 in Heidingsfeld; † 27. Oktober 1869 in Würzburg) war ein deutscher Verwaltungsjurist, Rechtswissenschaftler und Philosoph.

## Leben
Roßbach absolvierte das Würzburger Gymnasium und ging anschließend an das hochschulische Lyzeum Aschaffenburg. 1833 wechselte er an die Universität Würzburg, an der er bis 1836/1837 zum Dr. phil. und Dr. iur. promoviert wurde. Sein weiterer Werdegang ist unbekannt. Ab 1842 trat er regelmäßig schriftstellerisch in Erscheinung. Um 1844 war er Bürgermeister in Heidingsfeld.
Roßbach wurde 1848 rechtskundiger Magistratsrat in Würzburg. In der Wahlperiode 1848/1849 war er Abgeordneter der Kammer der Abgeordneten in München und gehörte dort der Centrumspartei an.
Roßbach starb überraschend an einem Schlaganfall. Die Trauermesse wurde im Würzburger Dom gelesen.

## Werke (Auswahl)
- Die Perioden der Rechts-Philosophie, Manz, Regensburg 1842.
- Die Lebens-Elemente der Staaten, hein, Würzburg 1844.
- Die Philosophie der Gerechtigkeitspflege mit steten Beziehungen auf die gerichtlichen Institutionen civilisirter Völker, Stahle, Würzburg 1847.
- Die Grundrichtungen in der Geschichte der Staatswissenschaft, Palm, Erlangen 1848.
- Vier Bücher Geschichte der politischen Oekonomie, Etlinger, Würzburg, 1855.
- Die sociale Frage: Ein Vortrag, Julien, Würzburg 1864.
- Geschichte der Gesellschaft, 8 Bände, Stuber, Würzburg 1868–1875.